# Municipio de Belmont (Dakota del Norte)
El municipio de Belmont (en inglés: Belmont Township) es un municipio ubicado en el condado de Traill en el estado estadounidense de Dakota del Norte. En el año 2010 tenía una población de 76 habitantes y una densidad poblacional de 1,17 personas por km².

## Geografía
El municipio de Belmont se encuentra ubicado en las coordenadas 47°37′22″N 96°54′57″O / 47.62278, -96.91583. Según la Oficina del Censo de los Estados Unidos, el municipio tiene una superficie total de 64.77 km², de la cual 64,77 km² corresponden a tierra firme y (0 %) 0 km² es agua.

## Demografía
Según el censo de 2010, había 76 personas residiendo en el municipio de Belmont. La densidad de población era de 1,17 hab./km². De los 76 habitantes, el municipio de Belmont estaba compuesto por el 93,42 % blancos, el 1,32 % eran amerindios y el 5,26 % eran de una mezcla de razas. Del total de la población el 0 % eran hispanos o latinos de cualquier raza.